# Kootenay River
Der Kootenay River (in Kanada) oder Kootenai River (in den Vereinigten Staaten) ist ein 780 km (508 km davon in British Columbia) langer orographisch linker Nebenfluss des Columbia River in der kanadischen Provinz British Columbia und in den US-Bundesstaaten Montana und Idaho. Er entwässert ein Gebiet von 50.300 km² (37.700 km² davon in Kanada) und hat eine mittlere Abflussmenge von 868 m³/s. Sein Name geht auf die hier ansässigen Kutenai oder Ktunaxa zurück.

## Verlauf
Der Kootenay River entspringt im Kootenay-Nationalpark in den Rocky Mountains im Osten von British Columbia. Danach fließt er südwärts in Richtung USA. Bei Wardner fließt er dann in den Stausee Lake Koocanusa, der nahe der Grenze zwischen Kanada und den USA liegt. Wenig später überquert er die Grenze und nimmt die Flüsse Fisher River, Yaak River und Moyie River auf. Bei Creston überquert er wieder die Grenze nach Kanada und fließt in den Kootenay Lake. Bei Nelson verlässt er den See wieder und fließt nun in Richtung Südwesten. Bei Castlegar mündet er schließlich in den Columbia River. Das Tal des Kootenay River bildet die Grenze zwischen den Selkirk Mountains im Westen und den Purcell Mountains im Osten.

## Wasserkraftwerke und Staudämme
Am Flusslauf des Kootenay River befinden sich sieben Wasserkraftwerke mit zugehörigen Staudämmen. In Abflussrichtung sind dies:
- Staudämme in den Vereinigten Staaten
  - Libby Dam (United States Army Corps of Engineers)
- Staudämme in Kanada
  - Corra Linn Dam (FortisBC)
  - Upper Bonnington Dam (FortisBC)
  - Lower Bonnington Dam (FortisBC)
  - South Slocan Dam (FortisBC)
  - Kootenay Canal (BC Hydro)
  - Brilliant Dam (Columbia Power Corporation)

## Nebenflüsse
Linke: Vermilion River, Palliser River, White River, Lussier River, Bull River, Elk River, Fisher River
Rechte: St. Mary River, Yaak River, Moyie River, Goat River, Duncan River, Slocan River

## Pläne zur Fluss-Umleitung
In den 1970er Jahren wurde vorgeschlagen, den Kootenay River im Rocky Mountain Trench in den Columbia Lake umzuleiten, aus dem der Columbia River entspringt. In der Nähe von Fairmont Hot Springs und Canal Flats fließt der Kootenay River nämlich in einer Entfernung von nur etwa einer Meile am Columbia Lake vorbei. Eine Umleitung des Kootenay hätte für höhere Energiegewinnung der Staudämme am Columbia River gesorgt. Das Projekt wurde von Ökologen sowie von Bewohnern der Region jedoch wegen möglicher Überschwemmungen und der Schädigung des Tourismus stark kritisiert.
Da der Kootenay Gletscherwasser aus dem Gebirge transportiert, wäre zum einen die Temperatur des Columbia stark abgesunken. Der Columbia Lake und der flussabwärts gelegene Windermere Lake sind beliebt bei Schwimmern und Bootsfahrern, weswegen erhebliche Nachteile für den Tourismus befürchtet wurden. Zum anderen wäre durch die höheren Wassermengen die Gefahr von Überschwemmungen gestiegen. Deswegen wurde das Projekt niemals durchgesetzt.

## Ramsar-Feuchtgebiet
Im Februar 1994 wurde im Creston Valley, entlang des Kootenay River und südlich des Kootenay Lake, dass Ramsar-Feuchtgebiet „Creston Valley“ ausgewiesen. Das 6.970 ha große Schutzgebiet liegt an der Schnittstelle zwischen Sumpf- und Uferlebensräumen sowie trockenem Bergwald. Während des Frühjahrs- und Herbstzugs kommt es hier zu größeren Vogelkonzentrationen. 

## Trivia
Die 35-minütige Fahrt mit der Autofähre über den Kootenay Lake zwischen Balfour und Kootenay Bay gilt als „längste kostenlose Fährfahrt“ der Welt.